# Удвојени човек
Удвојени човек (порт. O Homem Duplicado, 2002) роман је португалског књижевника и нобеловца Жозеа Сарамага.

## О књизи
Тертулијано Максимо Афонсо, професор историје у средњој школи, игром случаја открива да има двојника у лику глумца Антонија Клара. После подробног истраживања и испитивања свих околности у животу глумца, Тертулијано увиђа да није у питању само сличност, него да су два човека идентична, почев од најмањих физичких одлика до датума рођења, па одлучује да га позове и упозна са том поражавајућом чињеницом. Пред оба јунака поставља се сада егзистенцијално питање: ко је оригинал, а ко дупликат? Пошто су рођени истог дана, обојица почињу да се питају како изгледа жена или вереница оног другог. Глумац, који је много перфиднији него професор историје, због непријатне околности о постојању свог двојника планира да се освети Тертулијану злоупотребљавајући ту сличност код његове девојке. Али тиме се њихови планови ни издалека не исцрпљују...

## Тема
Необична Сарамагова прича није нова јер као мотив користи топос двојника познат још од Епа о Гилгамешу и Плаутовог Амфитриона, па све до Диминог Човека са гвозденом маском или Двојника Достојевског. Али код португалског нобеловца овај мотив развија се до алегорије о човековом идентитету у савременом свету.

## Екранизација
По роману је канадски редитељ Дени Вилнев 2013. године снимио филм под насловом Непријатељ (енгл. Enemy), са Џејком Џиленхолом у двострукој улози.

## Oцене дела
„Напетост и тензију главног заплета Сарамаго и у овом роману прекида бројним ироничним коментарима, испуњеним проницљивим запажањем и суптилним, провокативним хумором на рачун људске природе.“ 

Боб Корбет
„Сарамаго испољава истовремено Кафкину ледену дистанцу, Селинову веселу окрутност и Бекетов разигран, необуздан стил.“ 

Џон Банвил, Sunday Book Review